# Antoine Monot, Jr.
Pour les articles homonymes, voir Monot.

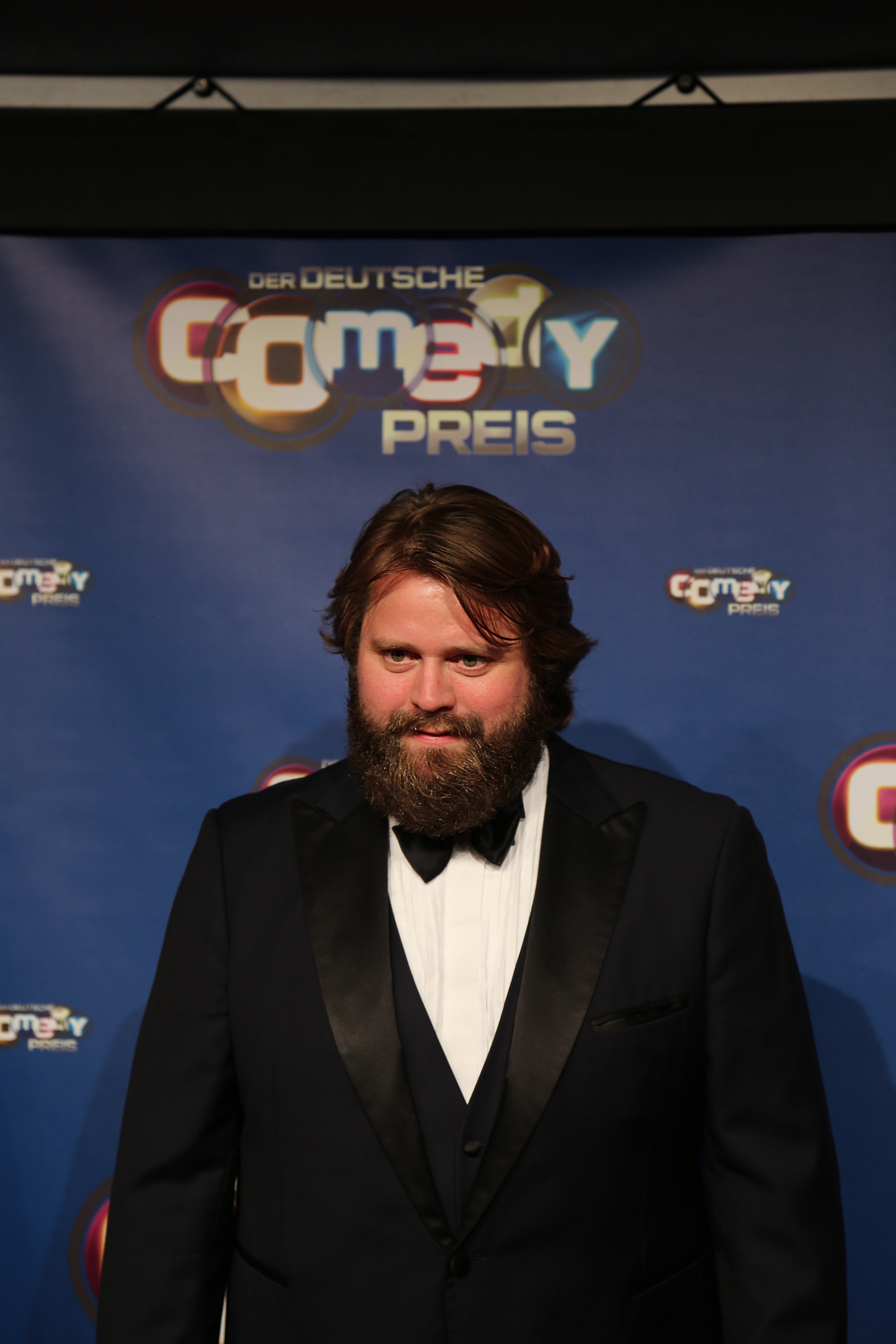
Antoine Monot, Jr.au Deutschen Comedypreis 2017

Antoine Monot, Jr., né le 22 juin 1975 à Rheinbach est un acteur et producteur de films germano-suisse. Il est révélé en 1999 par le film Les Bouffons. Il s'est fait connaître d'un large public principalement grâce à son apparition dans une campagne publicitaire pour la chaîne de magasins « Saturn ». Dans la nouvelle édition de la série Un cas pour deux, il joue le rôle d'un avocat depuis 2014.

## Biographie

### Enfance
Il est né à Rheinbach et il est le fils du compositeur et chef d'orchestre Jean-François Monot et de l'actrice Gisela Monot. En raison du travail de ses parents, la famille déménage plusieurs fois jusqu'à l'âge de ses sept ans. À cet âge, sa mère prend un emploi d'enseignante à l'internat Waldorf Loheland près de Fulda et Monot est également accepté dans cet internat où il restera jusqu'à ce qu'il déménage pour la première fois à Hochstadt à l'âge de 14 ans ; il ira alors à l'école Waldorf de Francfort-sur-le-Main avant de finalement déménager à Unterägeri près de Zoug en Suisse.
Antoine Monot, Jr. a deux sœurs, Elise Hofner et Jeanne Monot.

### Carrière d'acteur
À l'âge de 16 ans, il quitte l'école Waldorf et commence à étudier la réalisation à l'école de théâtre de Zurich en 1991. Lors de ses derniers jours d'école, il passe le casting du film Tschäss. Le tournage a lieu à Zurich et Wuppertal sous la direction de Daniel Helfer. Par la suite, Monot Jr. joue au théâtre jusqu'en 1996. Initialement dans le milieu du théâtre indépendant sous la direction de Volker Lösch, il quitte l'ensemble du Theater am Neumarkt Zurich en tant qu'acteur pour faire ses débuts de réalisateur avec Gerettet en 1994. Ce film est suivi par les deux productions de Lösch, Vatermord et Der große B, également avec Monot Jr. C'est alors que les théâtres établis entendent également parler de Monot, Jr. qui a joué entre autres au Schauspielhaus de Zurich (Der Krüppel von Inishmaan), au Theater am Neumarkt de Zurich (Raststätte oder sie machens alle) et au Théâtre de Bâle. En 1996, Monot Jr., qui jusque-là, à l'exception de Tschäss (1993), n'a joué que du théâtre en Suisse, fait ses débuts dans le cinéma et la télévision allemands. Il obtient ses premiers rôles dans les productions télévisées allemandes SK-Babies et en tant que patient dans Alphateam. En 1997, il est au casting du film allemand Les Bouffons, avec le jeune acteur Sebastian Schipper qui fait ses débuts en tant que réalisateur. En Stefan Arndt et Tom Tykwer, il trouve également deux producteurs avec leur société X-Films Creative Pool. Le casting dure plus d'un an et après le second tour, Monot, Jr. reçoit la promesse au printemps 1998 de jouer le rôle de « Walter » aux côtés de Frank Giering, Florian Lukas et Julia Hummer. Le 10 août 1998, le tournage commence à Hambourg. Ce film est considéré comme sa révélation.

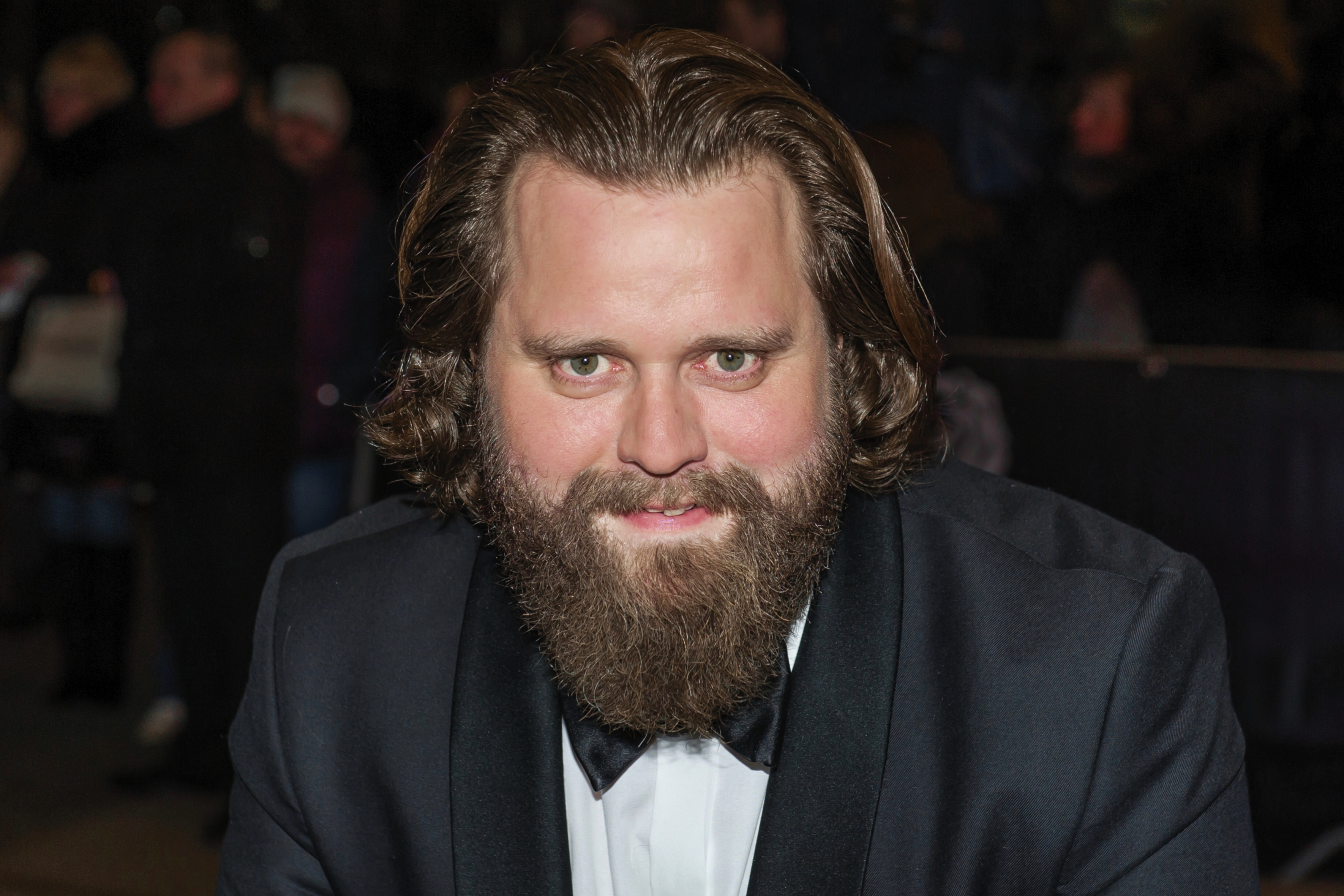
Antoine Monot, Jr. (2015)

Viennent ensuite d'autres productions télévisuelles et cinématographiques, comme L'Expérience d'Oliver Hirschbiegel (2001), Allô pizza (2001) de Christian Zübert ou Les bourses ou la vie de Robert Schwentke (2003). Il est à la télévision dans Hat er Arbeit? de Kai Wessel ainsi que dans Wolfsheim de Nicole Weegmann. En 2004, il tourne Der Wixxer à Prague avec Bastian Pastewka, Oliver Kalkofe, Olli Dittrich, Anke Engelke et Christoph Maria Herbst. En 2005, il tient le rôle principal dans le premier film de Till Franzen Die blaue Grenze aux côtés de Hanna Schygulla et Dominique Horwitz. En 2006, il apparaît dans la comédie Schwere Jungs de Marcus H. Rosenmüller. Il joue également Resturlaub en 2011, l'adaptation cinématographique du roman de Tommy Jaud.
De 2013 à 2017, Antoine Monot, Jr. incarne le vendeur le plus silencieux « Tech-Nick » dans une campagne publicitaire pour la chaîne de magasins « Saturn ». 
Depuis 2014, Monot, Jr. incarne l'avocat Benjamin « Benni » Hornberg aux côtés de Wanja Mues dans la série Un cas pour deux. En 2014, Antoine Monot, Jr. joue le rôle de Gian dans Le Cercle.
En 2015, il joue un rôle de premier plan dans la série policière Tatort dans l'épisode Ihr werdet gerichtet, qui est filmé en suisse allemand par SRF. Son rôle est ensuite doublé en allemand standard pour une diffusion sur ARD et ORF. Antoine Monot, Jr. reçoit le prix du film de la télévision suisse lors de la 51e édition des Journées de Soleure, le 24 janvier 2016.
Knallerkerle est une série de sketchs allemande qui est diffusée sur Sat.1 en avril 2017. Il s'agit de la première comédie à sketchs d'Antoine Monot, Jr. et est considérée comme l'homologue masculin de Knallerfrauen de Martina Hill. En plus du rôle principal, Monot, Jr. dirige et produit également Knallerkerle.

### Carrière en tant qu'entrepreneur
En 1998, Monot fonde « Creative Artists Management GmbH » et représente des acteurs de l'industrie cinématographique germanophone, actif en tant qu'agent jusqu'en 2000, puis conseiller dans la société. En 2005, la direction des artistes créatifs est liquidée.
Le 18 août 2004, Antoine Monot, Jr. fonde TYPO3forum.net, qui s'occupe du système de gestion de contenu (CMS) TYPO3 . Avec 150 000 visiteurs par mois (en août 2010), c'est l'une des plus grandes communautés TYPO3. En 2013, il renonce à la direction du forum.
Au printemps 2005, il fonde le Festival du film de Zurich avec Karl Spoerri et Nadja Schildknecht, dont il est directeur artistique jusqu'en 2009. De 2008 à 2009, Antoine Monot, Jr. est le producteur responsable de la production de longs-métrages chez « Condor Films ». En 2009, Monot, Jr. fonde « Zuckerfilm GmbH » avec le réalisateur Daniel Krauss et Franz Meiller, basé sur le site Bavariafilm à Grünwald près de Munich. La première production conjointe Wo es weh tut est tournée à Mombasa au Kenya, en 2009/2010. Le deuxième long-métrage, la comédie Kaiserschmarrn, est tournée du 20 septembre au 31 octobre 2010 sur les bords du lac Wörthersee, en Autriche et à Munich, en Allemagne. Le premier documentaire produit par « Zuckerfilm » est Scissors & Glue en 2011, réalisé par Helmut Schuster. Le film est projeté au Festival FLIFF à Fort Lauderdale, États-Unis.
Le Deutscher Schauspielpreis, décerné pour la première fois en 2012, remonte à une idée de Monot, Jr. de 2010. Depuis, il est décerné chaque année par l'Association fédérale des acteurs du cinéma et de la télévision et ce, dans six catégories. Lors du premier prix, Monot, Jr. dirige la soirée avec Stefanie Sick en tant que modérateur et est membre du jury. Monot, Jr. est auparavant modérateur de nombreux événements et tables rondes au Festival du film de Zurich. Il anime également plusieurs fois la soirée des nommés au cours de laquelle, chaque année lors des Journées de Soleure, les noms des nommés pour le Prix du cinéma suisse sont rendus publics.

### Engagement
Antoine Monot, Jr. est vice-président de la Bundesverbandes Schauspiel (BFFS), où il est responsable du marketing ; il est également membre de la Deutsche Filmakademie et de l'Académie européenne du cinéma.
Depuis 2012, Monot, Jr. anime la section de la Berlinale LOLA @ Berlinale, qui accueille depuis 2010 le Festival international du film de Berlin, l'Académie allemande du cinéma et les films allemands, avec Heinz Badewitz. Le programme de cette série comprend les films qui sont présélectionnés par les commissions de l'Académie allemande du cinéma (longs-métrages, films documentaires et films pour enfants) pour la nomination au Prix du cinéma allemand.

### Vie privée
Antoine Monot, Jr. vit à Munich avec la journaliste et présentatrice HSE24 Stefanie Sick et leurs trois filles. Les deux se connaissaient depuis dix-sept ans avant leur relation. Ils se sont rencontrés en mai 1998 lors du tournage de la sitcom ARD Biggi .
En 2015, le premier livre de Monot, Jr. Sie mir, ich tu's ja auch! est publié, livre qu'il a écrit avec David Denk.

## Filmographie

### Cinéma (sélection)
- 1994 : Tschäss
- 1999 : Der große Bagarozy
- 1999 : Les Bouffons
- 1999 : Südsee, eigene Insel
- 2001 : L'Expérience
- 2001 : Allô pizza
- 2002 : Knallharte Jungs
- 2003 : Les Bourses ou la vie
- 2004 : Der Wixxer
- 2005 : Die blaue Grenze
- 2006 : Schwere Jungs
- 2007 : Bis zum Ellenbogen
- 2009 : Eden à l'ouest
- 2009 : Männerherzen
- 2009 : Stationspiraten
- 2010 : Slowplay
- 2010 : Henri 4
- 2010 : L'Homme-chat
- 2011 : Resturlaub
- 2011 : Almanya - Bienvenue en Allemagne
- 2011 : What a Man
- 2011 : Vic le Viking 2 : Le Marteau de Thor
- 2012 : Schutzengel
- 2013 : Kaiserschmarrn
- 2014 : Who Am I: Kein System ist sicher
- 2014 : Alles ist Liebe
- 2014 : Le Cercle
- 2014 : Lola au petit pois
- 2015 : Alex l'insoumise
- 2016 : Stadtlandliebe
- 2017 : Lommbock
- 2017 : Montrak
- 2019 : TKKG - Jede Legende hat ihren Anfang
- 2020 : Enfant terrible

### Télévision (sélection)

#### Séries télévisées
- 1995-2015 : Tatort
- 2002 : Die Rosenheim-Cops
- 2006 : Der Bulle von Tölz
- 2009 : Polizeiruf 110
- 2011 : Hindenburg : le géant des airs
- 2012 : Großstadtrevier
- 2012 : Stolberg
- 2013 : Alerte Cobra
- 2013 : Die Chefin
- 2014- : Un cas pour deux
- 2015 : Reiff für die Insel
- 2015 : Lerchenberg
- 2015 : Die Kanzlei
- 2015–2016 : Sketch History
- 2016 : Pregau
- 2016- : Knallerkerle

#### Téléfilms
- 2000 : Wolfsheim
- 2000 : Hat er Arbeit?
- 2002 : Alles getürkt!
- 2004 : Klassenfahrt – Geknutscht wird immer
- 2004 : Mädchen Nr. 1
- 2008 : Frérot et Sœurette
- 2011 : Rookie - Fast platt
- 2013 : Antilopen (court métrage)
- 2014 : Das Glück der Anderen

### Comme producteur
- 2000: Timing (court métrage)
- 2009: Traum im Herbst
- 2010: Wo es weh tut
- 2011: Scissors & Glue: The Miami Project
- 2013: Kaiserschmarrn
- depuis 2016: Knallerkerle (également réalisateur)

## Distinctions
- 2000 : Meilleur acteur au Festival du film de Sotchi pour son rôle dans Les Bouffons.
- 2006 : Dans la pré-sélection pour la nomination au Prix du cinéma allemand dans la catégorie «Meilleur acteur principal» pour son rôle dans Die Blaue Grenze.
- 2016 : Prix du cinéma TV suisse pour le rôle de Simon Amstad dans l'épisode Ihr werdet gerichtet de Tatort
- 2016 : Deutscher Comedypreis pour sa participation à la production ZDF Sketch History
- 2016 : Prix du Festival du film de Genuss
- 2017 : Nomination pour le Deutscher Comedypreis dans la catégorie "Beste Sketch-Show"

## Publications
- 2015: Vertrauen Sie mir, ich tu's ja auch! S. Fischer Verlag,  (ISBN 978-3-596-03405-5).